# Poliosia pulverea
Poliosia pulverea är en fjärilsart som beskrevs av George Francis Hampson 1900. Poliosia pulverea ingår i släktet Poliosia och familjen björnspinnare. Inga underarter finns listade i Catalogue of Life.